# Iwan Sirko

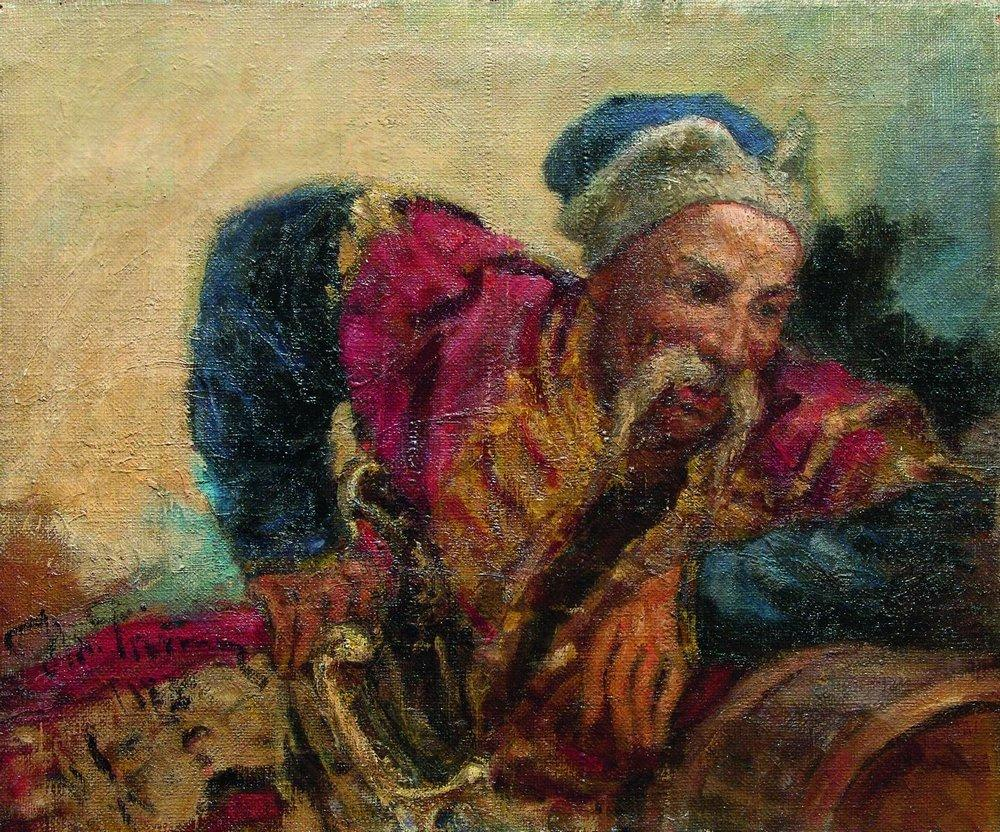
Iwan Sirko. Portret Ilji Riepina (1889)

Iwan Dmytrowycz Sirko (ukr. Іван Дмитрович Сірко, ur. ok. 1610 w Słobodzie Merefa w pułku charkowskim, zm. 1680) – kozacki ataman koszowy Siczy Zaporoskiej.

## Życiorys
Brał udział w powstaniu Chmielnickiego oraz wielu wyprawach i starciach z Turkami i Tatarami. W latach 60. i 70. XVII wieku kilkakrotnie był atamanem koszowym.
Często zmieniał poglądy polityczne i sojusze – w czasach Ruiny walczył przeciwko Iwanowi Wyhowskiemu, potem przeciwko Jurijowi Chmielnickiemu (którego wcześniej wspierał przeciwko Wyhowskiemu), wreszcie przeciw Pawłowi Teterze, atakując ich propolskie sympatie. Po rozejmie andruszowskim zajął pozycję antymoskiewską i antypolską.
Nie zważając na swoją wrogość do państwa tureckiego i tatarskiego, wspierał później przez jakiś czas hetmana Petra Doroszenkę.
Miał duże wpływy na Lewobrzeżnej Ukrainie i Ukrainie Słobodzkiej, gdzie znajdował się jego majątek. Przez pewien czas (za rządów Doroszenki) był tytularnym pułkownikiem niżyńskim, oprócz tego miał tytuł pułkownika charkowskiego.
W 1672 pretendował do stanowiska hetmana, co skłóciło go z hetmanem Iwanem Samojłowyczem, i spowodowało zesłanie go przez cara do Tobolska.
W 1673 powrócił z zesłania i do końca życia był przeciwnikiem Rosji i zwolennikiem kozackiej autonomii. W imię interesów Zaporoża kontaktował się nawet z Polską, Chanatem Krymskim i Turcją.
Był bohaterem wielu opowieści i pieśni, jemu przypisuje się autorstwo słynnego pisma Kozaków zaporoskich do sułtana Mehmeda IV, które miał podpisać w 1676 roku.
Został pochowany w pobliżu Siczy Czortomlickiej (obecnie wieś Kapuliwka w rejonie nikopolskim obwodu dniepropietrowskiego).

## Upamiętnienie
Jego imię nosiła 1 Brygada Strzelców i pułk konny Armii Czynnej Ukraińskiej Republiki Ludowej. Od 2019 imię Atamana Koszowego Iwana Sirko nosi 92. Brygada Zmechanizowana.